# Горобець жовтий
Горобець жовтий (Passer luteus) — вид горобцеподібних птахів родини горобцевих (Passeridae).

## Поширення
Вид поширений у регіонах південніше Сахари від Сенегалу на схід до Ефіопії. З 2009 року спостерігається в Марокко. Мешкає у сухій відкритій савані, напівпустелі, посушливому скребі та сільськогосподарських полях.

## Опис
Дрібний птах, завдовжки до 15 см. Оперення самців жовтого кольору з темно-коричневими крилами, спиною та хвостом. Самки блідо-піщані з жовтуватим обличчям, світло-коричневими крилами та спиною.